# Nick Woltemade
Nick Woltemade, né le 14 février 2002 à Brême (Allemagne), est un footballeur international allemand qui joue au poste d'avant-centre au VfB Stuttgart.

## Biographie
Né à Brême en Allemagne, Nick Woltemade commence le football au TS Woltmershausen, un club de district de sa ville natale. Durant sa jeunesse, il pratique également le handball.

### En club

#### Débuts au Werder Brême
En 2010, à l'âge de huit ans, Nick Woltemade rejoint le centre de formation du Werder Brême, où il s’impose progressivement comme l’un des éléments les plus prometteurs de l'académie.
Lors de la saison 2018-2019, il se distingue avec l’équipe U17 en inscrivant 18 buts et en délivrant huit passes décisives en 24 rencontres, ce qui lui permet d’intégrer ponctuellement les entraînements de l’équipe professionnelle la saison suivante,.
Le 26 octobre 2019, Nick Woltemade est pour la première fois convoqué avec l’équipe première du Werder Brême dirigée par Florian Kohfeldt, lors d’un déplacement face au Bayer Leverkusen en Bundesliga. Il reste cependant sur le banc des remplaçants lors de ce match soldé par un score nul (2-2).
Le 1er février 2020, Nick Woltemade fait ses débuts professionnels avec le Werder Brême lors d’un déplacement sur la pelouse du FC Augsbourg, à l’occasion de la 20e journée de Bundesliga. Titularisé, il est remplacé à la 58e minute par Fin Bartels dans une rencontre finalement perdue (2-1). À cette occasion, Woltemade devient, à 17 ans et 352 jours, le plus jeune joueur de l’histoire du Werder à disputer un match de Bundesliga, battant le précédent record établi en avril 1979 par Thomas Schaaf (17 ans et 353 jours). Ce record est toutefois surpassé le 22 octobre 2022 par Fabio Chiarodia, aligné à 17 ans et 139 jours avec le Werder en première division allemande,.
Le 15 janvier 2021, Nick Woltemade prolonge son contrat avec le Werder Brême,. Lors de la saison 2020-2021, il prend part à la relégation du club en 2. Bundesliga, le Werder terminant 17e du classement, à deux points de la place de barragiste.
Durant l'exercice 2021-2022, Nick Woltemade est peu utilisé en deuxième division allemande, avec seulement 44 minutes disputées en sept rencontres. Il est freiné par une blessure au pied gauche nécessitant une opération en octobre 2021, qui le tient éloigné des terrains durant plusieurs mois. Par ailleurs, la concurrence en attaque, incarnée par Marvin Ducksch et Niclas Füllkrug, réduit considérablement ses opportunités de temps de jeu durant l'ensemble de la saison.

#### Prêt réussi au SV Elversberg
Le 30 août 2022, Nick Woltemade est prêté pour la saison 2022-2023 au SV Elversberg, tout juste promu en 3. Liga, afin d’obtenir davantage de temps de jeu,,,.
Rapidement titularisé par l’entraîneur Horst Steffen (en), il joue un rôle clé dans la montée du club en 2. Bundesliga et dans la conquête du titre de champion de 3. Liga, avec un bilan de 10 buts et neuf passes décisives en 31 rencontres. Son rendement lui vaut d’être élu largement joueur de la saison 2022-2023 de 3. Liga à l’issue d’un vote des supporters organisé par la Fédération allemande,.
Le 3 juin 2023, il remporte également la Coupe de la Sarre avec Elversberg, terminant meilleur buteur de la compétition avec sept réalisations, dont un quadruplé lors d’un succès 12-0 contre le 1. FC Besseringen,.

#### Retour au Werder Brême
De retour au Werder Brême pour la saison 2023-2024, Nick Woltemade débute l’exercice en tant que remplaçant, avant de s’imposer progressivement comme titulaire à partir du printemps. Il dispute 30 matchs de Bundesliga, dont 12 en tant que titulaire, avec 10 titularisations après la mi-mars.
Le 2 avril 2024, le club annonce son départ à l’issue de la saison, son contrat arrivant à expiration,.
Le 4 mai suivant, il inscrit ses premiers buts en Bundesliga avec le Werder, réalisant un doublé contre le Borussia Mönchengladbach lors de la 32e journée (match nul, 2-2), mettant ainsi fin à une série de 38 rencontres de Bundesliga sans but,.

#### VfB Stuttgart
Le 20 mai 2024, Nick Woltemade signe en faveur du VfB Stuttgart, vice-champion d'Allemagne en titre, en paraphant un contrat de quatre ans, courant jusqu'en juin 2028,.
Le 24 août 2024, Woltemade fait ses débuts officiels avec le VfB Stuttgart, lors de la 1ère journée de Bundesliga contre le SC Fribourg, en entrant en jeu à la 81e minute (défaite, 3-1). Trois jours plus tard, le 27 août, il inscrit son premier but sous ses nouvelles couleurs à l’occasion du 1er tour de la Coupe d’Allemagne, contribuant à la victoire (5-0) contre Preußen Münster, pensionnaire de 2. Bundesliga.
Le 5 septembre 2024, l’entraîneur Sebastian Hoeness ne le retient pas dans la liste des 25 joueurs inscrits pour disputer la phase de championnat de la Ligue des Champions,. Woltemade est alors privé d'une première participation à une compétition européenne.
Le 24 mai 2025, Woltemade remporte la Coupe d’Allemagne avec le VfB Stuttgart au Stade olympique de Berlin, en battant l’Arminia Bielefeld (4-2). Titulaire lors de la finale, il ouvre le score face au club de 3. Liga et contribue au quatrième sacre de l’histoire du club stuttgartois dans la compétition,. Il termine par ailleurs meilleur buteur de l’édition avec cinq réalisations,.

### En équipe nationale
Membre de l'équipe d'Allemagne des moins de 17 ans de 2018 à 2019, Nick Woltemade inscrit trois buts dans cette catégorie, contre l'Angleterre, le Portugal et les Pays-Bas. En mai 2019, il participe au championnat d'Europe des moins de 17 ans  qui se déroule en Irlande. Lors de cette compétition, il prend part à trois matchs. Avec un bilan d'une seule victoire et deux défaites, l'Allemagne ne dépasse pas le premier tour du tournoi.
Woltemade joue son premier match avec l'équipe d'Allemagne espoirs le 8 septembre 2023, lors d'un match amical contre l'Ukraine. Il entre en jeu à la place de Brajan Gruda et les jeunes allemands l'emportent par deux buts à zéro.
Le 22 mai 2025, Nick Woltemade est appelé pour la première fois en équipe d'Allemagne A par Julian Nagelsmann, en vue de disputer le Final Four de la Ligue des nations,. Malgré cette première convocation avec l'équipe d'Allemagne A, il figure également dans la liste des 26 joueurs retenus par Antonio Di Salvo pour disputer le Championnat d'Europe espoirs 2025, organisé en Slovaquie. La Fédération allemande précise qu'il rejoindra la sélection espoirs à l’issue de sa participation à la Ligue des nations.

## Statistiques

### En club
| Saison                | Club                  | Championnat           | Championnat | Championnat | Championnat | Coupe(s) nationale(s) | Coupe(s) nationale(s) | Coupe(s) nationale(s) | Supercoupe | Supercoupe | Supercoupe | Compétition(s) continentale(s) | Compétition(s) continentale(s) | Compétition(s) continentale(s) | Compétition(s) continentale(s) | Total | Total | Total |
| Saison                | Club                  | Division              | M.          | B.          | P.d.        | M.                    | B.                    | P.d.                  | M.         | B.         | P.d.       | Comp.                          | M.                             | B.                             | P.d.                           | M.    | B.    | P.d.  |
| 2019-2020             | Werder Brême          | Bundesliga            | 5           | 0           | 0           | 1                     | 0                     | 0                     | -          | -          | -          | -                              | -                              | -                              | -                              | 6     | 0     | 0     |
| 2020-2021             | Werder Brême          | Bundesliga            | 6           | 0           | 1           | 2                     | 0                     | 0                     | -          | -          | -          | -                              | -                              | -                              | -                              | 8     | 0     | 1     |
| 2021-2022             | Werder Brême          | 2.Bundesliga          | 7           | 0           | 0           | -                     | -                     | -                     | -          | -          | -          | -                              | -                              | -                              | -                              | 7     | 0     | 0     |
| 2022-2023             | SV Elversberg (prêt)  | 3. Liga               | 31          | 10          | 5           | 4                     | 7                     | 0                     | -          | -          | -          | -                              | -                              | -                              | -                              | 35    | 17    | 5     |
| 2023-2024             | Werder Brême          | Bundesliga            | 30          | 2           | 0           | -                     | -                     | -                     | -          | -          | -          | -                              | -                              | -                              | -                              | 30    | 2     | 0     |
| Sous-total            | Sous-total            | Sous-total            | 79          | 12          | 6           | 7                     | 7                     | -                     | -          | -          | -          | -                              | -                              | -                              | -                              | 86    | 19    | 6     |
| 2024-2025             | VfB Stuttgart         | Bundesliga            | 28          | 12          | -           | 5                     | 5                     | 1                     | -          | -          | -          | -                              | -                              | -                              | -                              | 33    | 17    | 1     |
| 2025-2026             | VfB Stuttgart         | Bundesliga            | 0           | 0           | 0           | 0                     | 0                     | 0                     | 1          | 0          | 0          | -                              | -                              | -                              | -                              | 1     | 0     | 0     |
| Sous-total            | Sous-total            | Sous-total            | 28          | 12          | 2           | 5                     | 5                     | 1                     | 1          | 0          | 0          | -                              | -                              | -                              | -                              | 34    | 17    | 3     |
| Total sur la carrière | Total sur la carrière | Total sur la carrière | 107         | 24          | 8           | 12                    | 12                    | 1                     | 1          | 0          | 0          | -                              | 0                              | 0                              | 0                              | 120   | 36    | 9     |

### En équipe nationale
| Saison                | Sélection             | Phases finales              | Phases finales | Phases finales | Phases finales | Éliminatoires | Éliminatoires | Éliminatoires | Ligue des nations | Ligue des nations | Ligue des nations | Matchs amicaux | Matchs amicaux | Matchs amicaux | Total | Total | Total |
| Saison                | Sélection             | Compétition                 | M              | B              | Pd             | M             | B             | Pd            | M                 | B                 | Pd                | M              | B              | Pd             | M     | B     | Pd    |
| --------------------- | --------------------- | --------------------------- | -------------- | -------------- | -------------- | ------------- | ------------- | ------------- | ----------------- | ----------------- | ----------------- | -------------- | -------------- | -------------- | ----- | ----- | ----- |
| 2024-2025             | Allemagne             | Ligue des nations 2024-2025 | 2              | 0              | 0              | -             | -             | -             | -                 | -                 | -                 | -              | -              | -              | 2     | 0     | 0     |
| Total sur la carrière | Total sur la carrière | Total sur la carrière       | 2              | 0              | 0              | -             | -             | -             | -                 | -                 | -                 | -              | -              | -              | 2     | 0     | 0     |

#### Liste des matchs internationaux
| Matchs internationaux de Nick Woltemade | Matchs internationaux de Nick Woltemade | Matchs internationaux de Nick Woltemade | Matchs internationaux de Nick Woltemade | Matchs internationaux de Nick Woltemade | Matchs internationaux de Nick Woltemade | Matchs internationaux de Nick Woltemade                           |
|                                         | Date                                    | Lieu                                    | Adversaire                              | Résultat                                | Compétition                             | Notes                                                             |
| --------------------------------------- | --------------------------------------- | --------------------------------------- | --------------------------------------- | --------------------------------------- | --------------------------------------- | ----------------------------------------------------------------- |
| 1.                                      | 4 juin 2025                             | Allianz Arena, Munich, Allemagne        | Portugal                                | 1 - 2                                   | Ligue des nations 2024-2025             | Titulaire et remplacé par Niclas Füllkrug à la 61e minute de jeu. |
| 2.                                      | 8 juin 2025                             | MHPArena, Stuttgart, Allemagne          | France                                  | 0 - 2                                   | Ligue des nations 2024-2025             | Titulaire et remplacé par Deniz Undav à la 46e minute de jeu.     |

## Palmarès

### En club
Formé au Werder Brême, Nick Woltemade remporte son premier titre en gagnant la 3. Liga lors de son passage en prêt au SV Elversberg en 2023. En 2025, il remporte son premier titre majeur avec le VfB Stuttgart en gagnant la Coupe d'Allemagne.
| Werder Brême (0)                              | SV Elversberg (1)                  | VfB Stuttgart (1)                             |
| --------------------------------------------- | ---------------------------------- | --------------------------------------------- |
| - 2. Bundesliga (0) : - Vice-champion en 2022 | - 3. Liga (1) : - Champion en 2023 | - Coupe d’Allemagne (1) : - Vainqueur en 2025 |

### En sélection nationale
| Équipe d'Allemagne espoirs (0)                           |
| -------------------------------------------------------- |
| - Championnat d'Europe espoirs (0) : - Finaliste en 2025 |

### Distinctions individuelles
- Meilleur joueur de la saison de 3. Liga en 2023[16]
- Meilleur buteur de la Coupe d'Allemagne en 2025 avec 5 buts[33]
- Meilleur nouveau joueur de la Bundesliga en 2025[41]
- Meilleur buteur du championnat d'Europe espoirs en 2025 avec 6 buts